# Рябушки (станція)
Рябу́шки — проміжна залізнична станція Сумської дирекції залізничних перевезень Південної залізниці на одноколійній неелектрифікованій лінії Боромля — Лебединська між зупинними пунктами Гарбузівка (2,9 км) та Садова (8 км). Розташована в селі Північне Сумського району Сумської області.

## Пасажирське сполучення
На станції Рябушки зупиняються приміські поїзди сполученням Лебединська — Суми / Ворожба.